# Divisione Nazionale 1933 (hockey su pista)
La Divisione Nazionale 1933 è stata la 12ª edizione del torneo di primo livello del campionato italiano di hockey su pista.
Lo scudetto è stato conquistato dal Novara per la quarta volta nella sua storia.

## Stagione

### Formula
Il torneo del 1933 si svolse tra 12 squadre e venne strutturato su più fasi. Tra le squadre partecipanti va segnalata la partecipazione per la prima volta al campionato dell'Hockey Club Monza. Il club brianzolo fu fondato l'anno precedente da Ambrogio Mauri e Gianni Redaelli e diventerà uno dei club più blasonati ed importanti dell'intero panorama hockeystico italiano.

### Avvenimenti
Dopo le prime due fasi della competizione si qualificarono alla finale di Roma il Novara e il Milan con i piemontesi che uscirono ancora una volta vincitori con il risultato di 4 a 3 laureandosi così per la quarta volta consecutiva campione d'Italia.

## Squadre partecipanti
| Club             | Stagione | Città   |
| ---------------- | -------- | ------- |
| Amatori Roma     | n.d.     | Roma    |
| FGC Monza        | n.d.     | Monza   |
| FGC Novara       | n.d.     | Novara  |
| Lazio            | n.d.     | Roma    |
| Natalino Magnani | n.d.     | Bologna |
| Mens Sana Siena  | n.d.     | Siena   |
| Milan            | dettagli | Milano  |
| Novara           | dettagli | Novara  |
| Padova           | n.d.     | Padova  |
| Roma             | n.d.     | Roma    |
| Monza            | dettagli | Monza   |
| Urbe Roma        | n.d.     | Roma    |

## Prima fase

### Girone A

#### Classifica finale
|  | Pos. | Squadra      | Pt | G | V | N | P | GF | GS | DR  |
|  | ---- | ------------ | -- | - | - | - | - | -- | -- | --- |
|  | 1.   | Milan        | 6  | 3 | 3 | 0 | 0 | 33 | 2  | +31 |
|  | 2.   | Lazio        | 3  | 3 | 1 | 1 | 1 | 7  | 17 | -10 |
|  | 3.   | FGC Monza    | 2  | 3 | 0 | 2 | 1 | 5  | 16 | -11 |
|  | 4.   | Amatori Roma | 1  | 3 | 0 | 1 | 2 | 9  | 19 | -10 |

Legenda:
  Qualificato alla seconda fase.
Note:
Due punti a vittoria, uno a pareggio, zero a sconfitta.

#### Risultati
| 1933 | Milan | 11 – 2 | Amatori Roma |  |

| 1933 | Lazio | 2 – 2 | FGC Monza |  |

| 1933 | Milan | 11 – 0 | Lazio |  |

| 1933 | Amatori Roma | 3 – 3 | FGC Monza |  |

| 1933 | Milan | 11 – 0 | FGC Monza |  |

| 1933 | Amatori Roma | 4 – 5 | Lazio |  |

### Girone B

#### Classifica finale
|  | Pos. | Squadra         | Pt | G | V | N | P | GF | GS | DR  |
|  | ---- | --------------- | -- | - | - | - | - | -- | -- | --- |
|  | 1.   | Mens Sana Siena | 5  | 3 | 2 | 1 | 0 | 8  | 5  | +3  |
|  | 2.   | Padova          | 4  | 3 | 2 | 0 | 1 | 16 | 3  | +13 |
|  | 3.   | FGC Novara      | 3  | 3 | 1 | 1 | 1 | 8  | 7  | +1  |
|  | 4.   | Roma            | 0  | 3 | 0 | 0 | 3 | 3  | 20 | -17 |

Legenda:
  Qualificato alla seconda fase.
Note:
Due punti a vittoria, uno a pareggio, zero a sconfitta.

#### Risultati
| 1933 | Mens Sana Siena | 2 – 2 | FGC Novara |  |

| 1933 | Padova | 11 – 0 | Roma |  |

| 1933 | FGC Novara | 5 – 2 | Roma |  |

| 1933 | Mens Sana Siena | 3 – 2 | Padova |  |

| 1933 | Padova | 3 – 0 | FGC Novara |  |

| 1933 | Mens Sana Siena | 3 – 1 | Roma |  |

### Girone C

#### Classifica finale
|  | Pos. | Squadra          | Pt | G | V | N | P | GF | GS | DR  |
|  | ---- | ---------------- | -- | - | - | - | - | -- | -- | --- |
|  | 1.   | Novara           | 6  | 3 | 3 | 0 | 0 | 29 | 1  | +28 |
|  | 2.   | Monza            | 4  | 3 | 2 | 0 | 1 | 7  | 18 | -11 |
|  | 3.   | Urbe Roma        | 2  | 3 | 1 | 0 | 2 | 13 | 15 | -2  |
|  | 4.   | Natalino Magnani | 0  | 3 | 0 | 0 | 3 | 6  | 21 | -15 |

Legenda:
  Qualificato alla seconda fase.
Note:
Due punti a vittoria, uno a pareggio, zero a sconfitta.

#### Risultati
| 1933 | Monza | 4 – 0 | Natalino Magnani |  |

| 1933 | Novara | 6 – 1 | Urbe Roma |  |

| 1933 | Novara | 17 – 0 | Monza |  |

| 1933 | Natalino Magnani | 6 – 11 | Urbe Roma |  |

| 1933 | Novara | 6 – 0 | Natalino Magnani |  |

| 1933 | Monza | 3 – 1 | Urbe Roma |  |

## Seconda fase

### Girone A

#### Classifica finale
|  | Pos. | Squadra         | Pt | G | V | N | P | GF | GS | DR  |
|  | ---- | --------------- | -- | - | - | - | - | -- | -- | --- |
|  | 1.   | Novara          | 4  | 2 | 2 | 0 | 0 | 14 | 0  | +14 |
|  | 2.   | Mens Sana Siena | 2  | 2 | 1 | 0 | 1 | 2  | 6  | -4  |
|  | 3.   | Lazio           | 0  | 2 | 0 | 0 | 2 | 1  | 11 | -10 |

Legenda:
  Qualificato alla finale scudetto.
Note:
Due punti a vittoria, uno a pareggio, zero a sconfitta.

#### Risultati
| 1933 | Milan | 5 – 3 | Padova |  |

| 1933 | Milan | 7 – 1 | Monza |  |

| 1933 | Padova | 3 – 0 | Monza |  |

### Girone B

#### Classifica finale
|  | Pos. | Squadra | Pt | G | V | N | P | GF | GS | DR |
|  | ---- | ------- | -- | - | - | - | - | -- | -- | -- |
|  | 1.   | Milan   | 4  | 2 | 2 | 0 | 0 | 12 | 4  | +8 |
|  | 2.   | Padova  | 2  | 2 | 1 | 0 | 1 | 6  | 5  | +1 |
|  | 3.   | Monza   | 0  | 2 | 0 | 0 | 2 | 1  | 10 | -9 |

Legenda:
  Qualificato alla finale scudetto.
Note:
Due punti a vittoria, uno a pareggio, zero a sconfitta.

#### Risultati
| 1933 | Mens Sana Siena | 2 – 1 | Lazio |  |

| 1933 | Novara | 9 – 0 | Lazio |  |

| 1933 | Novara | 5 – 0 | Mens Sana Siena |  |

## Finale scudetto
| Roma 30 ottobre 1933 | Milan | 3 – 4 | Novara | Arena Esedra |

## Verdetti
| Verdetto               | Club               |
| ---------------------- | ------------------ |
| Campione d'Italia 1933 | Novara (4º titolo) |

### Squadra campione
| N° | Naz.              | Ruolo | Sportivo             |  |  |  |
| -- | ----------------- | ----- | -------------------- |  |  |  |
|    | Italia (bandiera) | E     | Francesco Cestagalli |  |  |  |
|    | Italia (bandiera) | E     | Carlo Ciocala        |  |  |  |
|    | Italia (bandiera) | P     | Alceo Concia         |  |  |  |
|    | Italia (bandiera) | E     | Piero Drisaldi       |  |  |  |
|    | Italia (bandiera) | E     | Luigi Gallina        |  |  |  |
|    | Italia (bandiera) | P     | Angelo Grassi        |  |  |  |
|    | Italia (bandiera) | E     | Fiorenzo Zavattaro   |  |  |  |

- Allenatore:  Vittorio Masera